# 通江镇 (抚远市)
通江镇，是中华人民共和国黑龙江省佳木斯市抚远市下辖的一个乡镇级行政单位。

## 行政区划
通江镇下辖以下地区：
东红村、东发村、东辉畜牧场、小河子队、东风队和团结队。